# 尊師重道
尊師重道（日語：アドマイヤドン），是日本純種競賽馬匹，於泥地賽場有着強大的實力，合計勝出七項一級賽。

## 出賽前
1999年5月17日出身於北海道早來町（今安平町）北部牧場，被馬主近藤利一買下。
其後，交由栗東訓練中心練馬師松田博資訓練。

## 競賽生涯

### 2歲
2001年10月13日，於京都競馬場出戰2歲新馬，由藤田伸二策騎，以8馬位大勝，顯示自己的實力。
其後出戰公開賽京都兩歲錦標，再次以4馬位取得勝利。
12月9日，出戰一級賽朝日盃未來錦標，比賽中一直保持速度，於最後彎道加速，成功獲得第一。
由於以三連勝姿態奪得一級賽頭銜並且顯現強大實力，年末以277票成爲最佳2歲雄馬。

### 3歲
2002年，於公開賽若葉錦標奪得第三後，確立參戰經典三冠的路線。
4月1日出戰皋月賞，同場有此前四連勝的谷野美酒以及同樣獲得過三連勝的Roman Empire和Monopolizer，因此尊師重道只獲得第四人氣。出乎意料地，本屆皋月賞可謂大爆冷，第十五人氣的莫名其妙奪得冠軍，尊師重道只得第五，而Roman Empire和Monopolizer更沉底分別得第十和第十五，頭五人氣只有谷野美酒一匹馬以第三跑入板。
其後出戰東京優駿（日本打吡），因爲於皋月賞的慘敗，本次比賽只有第八人氣。開閘後，尊師重道由始至終處於中團，第四彎道依然處於第十二。即使直路發力加速，依然追不上前方馬群，以第六目送谷野美酒奪冠。
完成東京優駿的尊師重道進入放草，休息後出戰二級賽札幌紀念，得第四。
10月20日，出戰三冠賽最後一關菊花賞，是次比賽尊師重道保持的位置比東京優駿靠前，亦於進入最後彎度前已經發力，可惜末腳速度依然不及本次比賽頭三的菱鑽奇寶、Fine Tateyama及Mega Stardom，獲得第四。
有鑑於經典路線的慘敗，陣營決定嘗試讓尊師重道轉戰泥地賽事，出戰距離菊花賞僅兩週間隔的地方一級賽日本育馬場盃經典賽。賽事途中，尊師重道未受連戰影響，以較快步速進行，於第三彎道經已進佔前方，第四彎道已經領先。最後直路上，尊師重道不斷加速，最終拋離第二的Preeminence7馬位大勝。
其後出戰一級賽日本盃泥地大賽，最強對手爲早前贏得日本泥地打吡以及打吡大獎賽、同爲3歲馬的黃金魅力。賽事初期以平穩節奏進行，黃金魅力位於第三，尊師重道則於第五。進入最後直路後，兩駒成功衝出，一直纏鬥至最後100米處。然而，最內欄的飛鷹茶座突然加速殺出超越兩駒，成爲第一名。雖然尊師重道贏得和黃金魅力的較勁，卻被Regent Bluff追過，只得第三。

### 4歲
2003年首戰即爲一級賽二月錦標，獲得第二人氣。但本次比賽尊師重道出現漏閘，而且比賽途中兩次和其他馬匹接觸受到影響，未能發揮實力，以第十一大敗。
二月錦標後，尊師重道進入放草休養狀態，一直至到秋季才復出。
9月6日，出戰三級賽榆樹錦標，騎師換爲曾於地方賽事策騎小栗帽、本年度正式轉籍中央的安藤勝己。比賽途中尊師重道保持一貫節奏，最後直路發力加速，以9馬位輕鬆獲勝。
其後出戰一哩冠軍南部盃，雖然當日賽道因天雨變成爛地，但仍然無阻尊師重道一開賽就搶佔先機，進佔第三的位置。尊師重道其後一直保持速度，於過彎時發力加速，最終以4馬位奪得第一。
11月3日，出戰日本育馬場盃經典賽，比賽中一直處於前段，最後直路以600米37.8秒的速度衝刺，以3馬位勝利。此戰令其成功日本育馬場盃經典賽連霸之餘，亦其帶來了分級賽三連勝。
11月29日，再次出戰日本盃泥地大賽，獲得第一人氣。雖然本次比賽中，尊師重道節奏未被打破，最後直路更跑出全場最快末腳，但仍然沒法追過第十一人氣、開賽就處於尊師重道前方的船街舞者，以鼻差爆冷落敗。雖然如此，但由於分級賽三連勝兼上年度最佳泥地馬黃金魅力因病退役，尊師重道被視爲當時最強的泥地馬代表。
年末，因爲於泥地賽事的強大統治力和優秀的表現，以249票成爲最佳泥地馬。

### 5歲
2004年2月22日，再次出戰二月錦標，以二月錦標史上最低的1.3倍獨贏賠率獲得人氣第一。賽事途中，尊師重道保持穩定的節奏，近乎完美的表現和無敵的姿態取得勝利，洗刷了上年大敗的屈辱。
贏得二月錦標後，陣營決定安排其遠征杜拜世界盃。即使尊師重道只獲得第八，但由於上年度因伊拉克戰爭爆發下航空受阻之原因，此次爲日本陣營繼2002年後第一次派員前往阿聯酋出戰，因而也受到日本馬迷關注。
遠征過後，尊師重道進入放草休養，其後出戰帝王賞，跑出最後600米36.1米的快速度，以鼻位險勝。
其後於夏季再次被安排放草，於10月11日出戰一哩冠軍南部盃，由於原本主戰騎師的安藤被罰停賽，換成武豐代打策騎。但是次比賽，由橫山典弘策騎的Utopia一路領放，尊師重道未能追上，以1/2馬位落敗。
其後第三次出戰日本育馬場盃經典賽，以3/4馬位優勢衝線，達成此賽事史上第一次三連霸。
日本育馬場盃經典賽過後，出戰日本盃泥地大賽，最後直路上即使猛力加速，仍未能追上同馬房的時間悖論，再一年獲得第二。
其後，經過陣營考慮，決定安排其出自久違的草地賽，以有馬紀念爲目標。不過因爲適性問題，始終未能發揮實力，只得第七，同時見證了荒漠英雄繼好歌劇後再一次奪得秋季古馬三冠。
年末，以254票蟬聯最佳泥地馬。

### 6歲
2005年，出戰二月錦標、產經大阪盃及柏市紀念三場比賽，均表現平平，分別獲得第五、第六和第四。
11月16日因放草途中馬蹄出現症狀，陣營擔心惡化下決定宣佈退役。
2006年1月16日，和同爲近藤利一旗下的馬匹Admire Groove及大賞識於北方馬匹公園舉行退役儀式。

### 詳細賽績
| 日期       | 舉辦國家 | 馬場 | 距離   | 級別   | 賽事名稱           | 負重 | 騎師     | 馬號 | 出馬 | 名次 | 時間   | 頭馬（二馬）        |
| ---------- | -------- | ---- | ------ | ------ | ------------------ | ---- | -------- | ---- | ---- | ---- | ------ | ------------------- |
| 13/10/2001 | 日本     | 京都 | 泥1400 |        | 2歲新馬            | 53   | 藤田伸二 | 11   | 12   | 1    | 1:26.8 | （Suite Room）      |
| 10/11/2001 | 日本     | 京都 | 草1800 | OP     | 京都兩歲錦標       | 55   | 藤田伸二 | 4    | 9    | 1    | 1:47.4 | （Osumi Erst）      |
| 9/12/2001  | 日本     | 中山 | 草1600 | GI     | 朝日盃未來錦標     | 55   | 藤田伸二 | 1    | 16   | 1    | 1:33.8 | （Yamano Blizzard） |
| 16/3/2002  | 日本     | 阪神 | 草2000 | OP     | 若葉錦標           | 56   | 藤田伸二 | 8    | 11   | 3    | 2:01.6 | Shigeru God Hand    |
| 14/4/2002  | 日本     | 中山 | 草2000 | GI     | 皋月賞             | 57   | 藤田伸二 | 8    | 18   | 7    | 1:59.3 | 莫名其妙            |
| 26/5/2002  | 日本     | 東京 | 草2400 | GI     | 東京優駿           | 57   | 藤田伸二 | 5    | 18   | 6    | 2:26.7 | 谷野美酒            |
| 18/8/2002  | 日本     | 札幌 | 草2000 | GII    | 札幌記念           | 53   | 藤田伸二 | 15   | 16   | 4    | 1:59.8 | 海洋駿驥            |
| 20/10/2002 | 日本     | 京都 | 草3000 | Gi     | 菊花賞             | 57   | 藤田伸二 | 3    | 18   | 4    | 3:06.4 | 菱鑽奇寶            |
| 4/11/2002  | 日本     | 盛岡 | 泥2000 | 地方GI | 日本育馬場盃經典賽 | 55   | 藤田伸二 | 2    | 14   | 1    | 2:05.6 | （Preeminence）     |
| 23/11/2002 | 日本     | 中山 | 泥1800 | GI     | 日本盃泥地大賽     | 55   | 藤田伸二 | 2    | 16   | 3    | 1:52.4 | 飛鷹茶座            |
| 23/2/2003  | 日本     | 中山 | 泥1800 | GI     | 二月錦標           | 56   | 藤田伸二 | 16   | 16   | 11   | 1:53.5 | 黃金魅力            |
| 6/9/2003   | 日本     | 札幌 | 泥1700 | GIII   | 榆樹錦標           | 59   | 安藤勝己 | 10   | 13   | 1    | 1:43.8 | （Toshi the Boss）  |
| 12/10/2003 | 日本     | 盛岡 | 泥1600 | 地方GI | 一哩冠軍南部盃     | 57   | 安藤勝己 | 13   | 14   | 1    | 1:35.4 | （Coreless Hunter） |
| 3/11/2003  | 日本     | 大井 | 泥2000 | 地方GI | 日本育馬場盃經典賽 | 57   | 安藤勝己 | 14   | 15   | 1    | 2:04.3 | （星之王）          |
| 29/11/2003 | 日本     | 東京 | 泥2100 | GI     | 日本盃泥地大賽     | 57   | 安藤勝己 | 6    | 16   | 2    | 2:09.2 | 船街舞者            |
| 22/2/2004  | 日本     | 東京 | 泥1600 | GI     | 二月錦標           | 57   | 安藤勝己 | 10   | 16   | 1    | 1:36.8 | （沉默交易）        |
| 27/3/2004  | 阿聯酋   | 詩柏 | 泥2000 | GI     | 杜拜世界盃         | 57   | 安藤勝己 | 1    | 12   | 8    | 2:05.1 | 稱心如意            |
| 30/6/2004  | 日本     | 大井 | 泥2000 | 地方GI | 帝王賞             | 57   | 安藤勝己 | 6    | 10   | 1    | 2:04.0 | （Nike a Delight）  |
| 11/10/2004 | 日本     | 盛岡 | 泥1600 | 地方GI | 一哩冠軍南部盃     | 57   | 武豐     | 11   | 12   | 2    | 1:36.0 | Utopia              |
| 11/3/2004  | 日本     | 大井 | 泥2000 | 地方GI | 日本育馬場盃經典賽 | 57   | 安藤勝己 | 7    | 13   | 1    | 2:02.4 | （三雄判令）        |
| 28/11/2004 | 日本     | 東京 | 泥2100 | GI     | 日本盃泥地大賽     | 57   | 安藤勝己 | 10   | 16   | 2    | 2:09.1 | 時間悖論            |
| 26/12/2004 | 日本     | 中山 | 草2500 | GI     | 有馬記念           | 57   | 安藤勝己 | 15   | 15   | 7    | 2:30.4 | 荒漠英雄            |
| 20/2/2005  | 日本     | 東京 | 泥1600 | GI     | 二月錦標           | 57   | 安藤勝己 | 3    | 15   | 5    | 1:35.3 | 名將球手            |
| 3/4/2005   | 日本     | 阪神 | 草2000 | GII    | 產經大阪盃         | 59   | 安藤勝己 | 6    | 9    | 6    | 1:59.7 | 旭日飛駒            |
| 5/5/2005   | 日本     | 船橋 | 泥1600 | 地方GI | 柏市紀念           | 57   | 安藤勝己 | 3    | 10   | 4    | 1:38.5 | 血氣方剛            |

## 退役後
退役後，尊師重道因腸扭轉先接受手術，後成為了配種馬，在北海道早來町社台Stallion Station休養，在2006年進行配種，第一批子嗣已經在2007年誕生。第一批子嗣可2009年出賽，在6月21日已經有中央的賽駒取勝。
2011年，被轉移至韓國，於濟州特別自治道綠原牧場休養，並於該處作爲配種馬。
2017年，由於其子嗣Cheonji Storm取代配種工作，被轉移至首爾特別市近郊之松岩牧場進行養老生活。
2021年，再次開始進行少量配種馬工作。
2022年9月21日，於配種時候被發現後臀出現疼痛症狀並引發後半身麻痹，因而被處以安樂死，享年23歲。

### 主要子嗣

#### 分級賽優勝子嗣
2011年生
- 阿爾拔（鑽石錦標、三次長途馬錦標）
- 天帝頌（日經新春盃、日經賞）

## 血統簡介
父系Timber Country爲美國賽駒，曾勝出美國三冠大賽尾關必利時錦標。祖父木人亦爲美國賽駒，曾勝出分級賽，爲著名種馬淘金者子嗣。
母系Vega，曾勝出雌馬三冠之櫻花賞及優駿牝馬，有着諸如1999年東京優駿冠軍愛慕織姬等表現良好的子嗣。外祖父東來兵，曾勝出凱旋門大賽，退役後於日本配種，和週日寧靜及百仁時間被一同稱爲改變日本賽馬的三匹種馬。

### 血統表
| 父線：木人系（淘金者系）                                            |                              |               |                |
| 種馬 Timber Country 1992年（栗色）                                  | 木人 1983年（栗色）          | 淘金者        | Raise a Native |
| 種馬 Timber Country 1992年（栗色）                                  | 木人 1983年（栗色）          | 淘金者        | Gold Digger    |
| 種馬 Timber Country 1992年（栗色）                                  | 木人 1983年（栗色）          | Playmate      | Buckpasser     |
| 種馬 Timber Country 1992年（栗色）                                  | 木人 1983年（栗色）          | Playmate      | Intriguing     |
| 種馬 Timber Country 1992年（栗色）                                  | Fall Aspen 1976年（栗色）    | Pretense      | Endeavour      |
| 種馬 Timber Country 1992年（栗色）                                  | Fall Aspen 1976年（栗色）    | Pretense      | Imitation      |
| 種馬 Timber Country 1992年（栗色）                                  | Fall Aspen 1976年（栗色）    | Change Water  | Swaps          |
| 種馬 Timber Country 1992年（栗色）                                  | Fall Aspen 1976年（栗色）    | Change Water  | Portage        |
| 繁殖雌馬 Vega 1990年（棗色）                                        | 東來兵 1983年（棗色）        | Kampala       | Kalamoun       |
| 繁殖雌馬 Vega 1990年（棗色）                                        | 東來兵 1983年（棗色）        | Kampala       | State Pension  |
| 繁殖雌馬 Vega 1990年（棗色）                                        | 東來兵 1983年（棗色）        | Severn Bridge | Hornbeam       |
| 繁殖雌馬 Vega 1990年（棗色）                                        | 東來兵 1983年（棗色）        | Severn Bridge | Priddy Fair    |
| 繁殖雌馬 Vega 1990年（棗色）                                        | Antique Value 1979年（棗色） | 北地舞人      | 新北區         |
| 繁殖雌馬 Vega 1990年（棗色）                                        | Antique Value 1979年（棗色） | 北地舞人      | Natalma        |
| 繁殖雌馬 Vega 1990年（棗色）                                        | Antique Value 1979年（棗色） | Moonscape     | Tom Fool       |
| 繁殖雌馬 Vega 1990年（棗色）                                        | Antique Value 1979年（棗色） | Moonscape     | Brazen         |
| 雌系：號族：9-f                                                     |                              |               |                |
| 五代內近親交配：Tom Fool 5×4、Swaps 5×4、天才舞者 5×5、Hyperion 5×5 |                              |               |                |

## 命名來由
名字中Admire（アドマイヤ）是馬主近藤利一的冠名，帶有仰慕、讚賞、尊重等意思，Don（ドン）則是英語中對大學講師的尊稱，兩者意思結合下，則有「尊重老師」之意。

## 外部連結
- 尊師重道 netkeiba.com （页面存档备份，存于）
- 血統表 （页面存档备份，存于）